# Bernardo Pessanha
Bernardo Cappelle Homem Caldeira Pessanha (Viseu, 17 de janeiro de 1983) é um político português. Atualmente, desempenha as funções de deputado à Assembleia da República e presidente do conselho de jurisdição nacional do Partido CHEGA.
Na passada legislatura, foi assessor de comunicação do grupo parlamentar do CHEGA.

## Atividade política no CHEGA
Na 5ª Convenção Nacional do Partido, apresentou uma lista ao Conselho de Jurisdição Nacional do Partido, tendo sido eleito. Na 6ª Convenção, avançou novamente com uma candidatura ao Conselho de Jurisdição Nacional, apresentando Cristina Rodrigues como vice-presidente, diretora do departamento jurídico do partido.
Em janeiro de 2024, foi confirmado pelo presidente do CHEGA, que seria o segundo candidato do partido pelo circulo eleitoral de Viseu nas eleições legislativas de 2024.

## Deputado à Assembleia da República

### XVI Legislatura da República Portuguesa
A 10 de março de 2024, Bernardo Pessanha foi eleito deputado à Assembleia da República pelo CHEGA, pelo círculo eleitoral de Viseu.

#### Comissões parlamentares
- Comissão de Ambiente e Energia [Coordenador GP]
- Comissão de Defesa Nacional [Suplente]

## Resultados eleitorais

### Eleições legislativas
| Data | Partido | Partido | Círculo eleitoral | Posição    | CI. | Votos  | %              | +/-   | Status | Notas |
| ---- | ------- | ------- | ----------------- | ---------- | --- | ------ | -------------- | ----- | ------ | ----- |
| 2024 |         | CH      | Viseu             | 2.º (em 8) | 3.º | 41 159 | 19,45 / 100,00 | 11.66 | Eleito |       |